# Gunung Merlawan
Gunung Merlawan is een bestuurslaag in het regentschap Karo van de provincie Noord-Sumatra, Indonesië. Gunung Merlawan telt 194 inwoners (volkstelling 2010).